# برکن، نوردراین-وستفالن
شهر برکن، نوردراین-وستفالن در ایالت نوردراین-وستفالن در کشور آلمان واقع شده است.